# Liliane Maury Pasquier

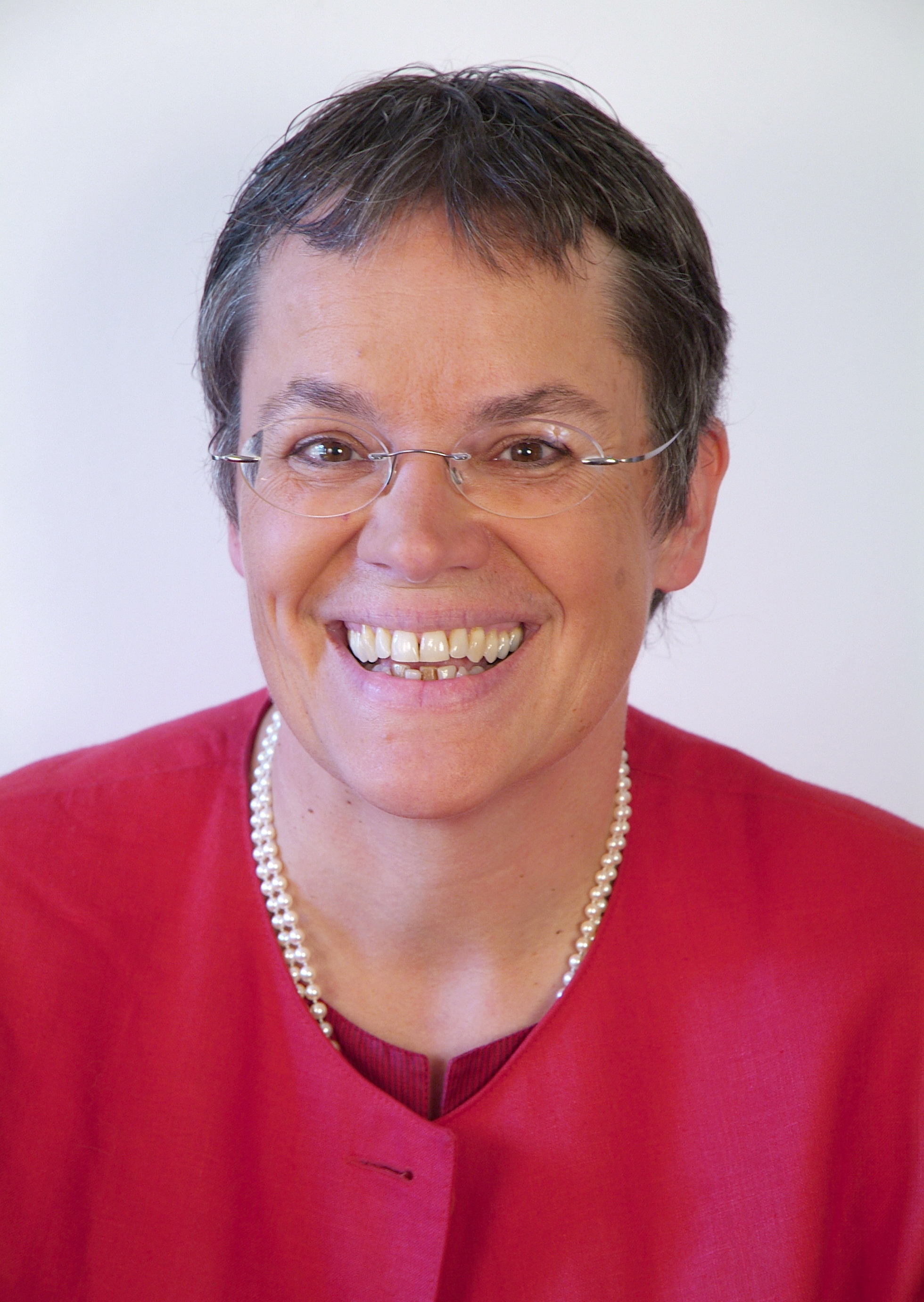
Liliane Maury Pasquier (2007)

Liliane Maury Pasquier (* 16. Dezember 1956 in Genf; heimatberechtigt in Veyrier) ist eine Schweizer Politikerin (SP). Sie war Nationalrätin, Nationalratspräsidentin, Ständerätin und Präsidentin der Parlamentarischen Versammlung des Europarates.

## Leben

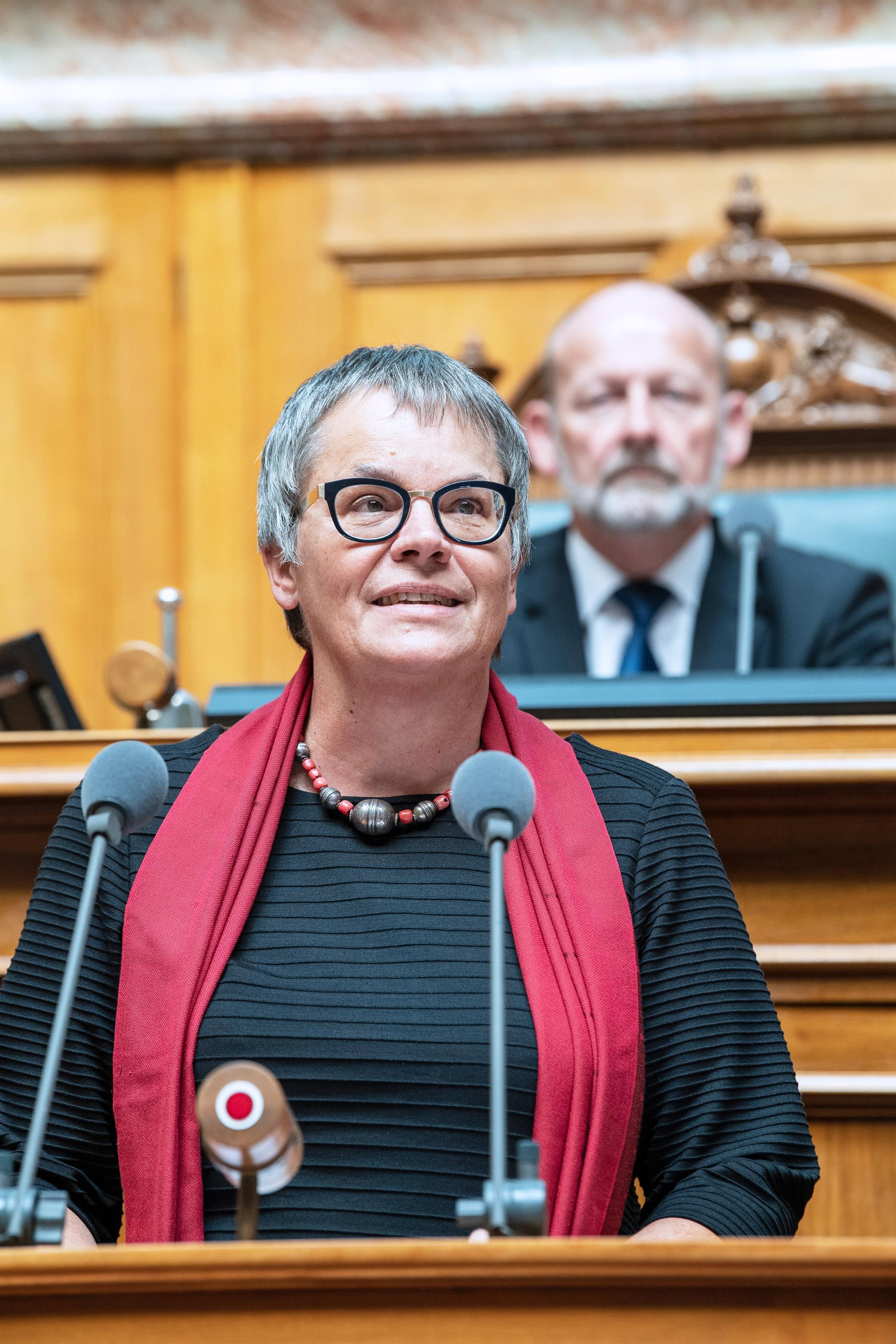
Liliane Maury Pasquier (2018)

Maury Pasquier war von Juni 1983 bis Januar 1992 in der Legislative der Gemeinde Veyrier und von Dezember 1993 bis Januar 1996 im Kantonsparlament des Kantons Genf. Bei den Schweizer Parlamentswahlen 1995 wurde sie in den Nationalrat gewählt. Im Amtsjahr 2001/02 war sie Präsidentin des Nationalrates. 2007 schaffte sie die Wahl in den Ständerat. Bei den Wahlen 2019 trat sie nicht erneut an. Sowohl im National- wie auch im Ständerat war sie Mitglied der Aussenpolitischen Kommission, der Kommission für soziale Sicherheit und Gesundheit und der Staatspolitischen Kommission.
Von Juni 2018 bis Januar 2020 war Maury Pasquier Präsidentin der Parlamentarischen Versammlung des Europarates. Im Januar 2020 wurde Rik Daems zu ihrem Nachfolger gewählt.
Die Berufspolitikerin und Geburtshelferin Maury Pasquier lebt in Châtelaine, ist verheiratet und hat vier Kinder.